# Języki mon-khmer

Zasięg geograficzny języków austroazjatyckich

Języki mon-khmer – grupa językowa rozpowszechniona obecnie w Azji Południowo-Wschodniej (Kambodża, Wietnam i Tajlandia), należąca do rodziny  języków austroazjatyckich. 
Najważniejsze z nich, mające status języków urzędowych, to język khmerski w Kambodży, z odrębnym pismem sylabicznym, oraz język wietnamski w Wietnamie. 
Poza tym grupa ta obejmuje szereg drobnych języków, podzielonych na poszczególne podgrupy:
- bahnarskie (Wietnam)
- katuskie (Laos, Wietnam, Tajlandia)
- khmerskie (Kambodża)
- khmuskie (Laos, Tajlandia)
- mońskie (Birma, Tajlandia)
- palaungijskie (Birma, Chiny)
- wiet-muong (Wietnam, Laos)
- język khasi (Indie, stan Meghalaya)